# Ewald Menzl
Ewald Menzl (12. července 1908) byl československý bobista.

## Závodní kariéra
Startoval na ZOH 1936 v Garmisch-Partenkirchenu. Byl členem posádky čtyřbobu pilotovaného Josefem Lanzendörferem, který soutěž nedokončil.